# Anemia flexuosa
Anemia flexuosa är en ormbunkeart som först beskrevs av Paul Amédée Ludovic Savatier och som fick sitt nu gällande namn av Olof Peter Swartz.
Anemia flexuosa ingår i släktet Anemia och familjen Anemiaceae. Inga underarter finns listade i Catalogue of Life.